# 아돌프 테이쿠
아돌프 테이쿠 캄강(프랑스어: Adolphe Teikeu Kamgang, 1990년 6월 23일 ~ )은 카메룬의 축구 선수로, 현재 프랑스 리그 2의 캉과 카메룬 축구 국가대표팀에서 수비수로 활약하고 있다.

## 구단 경력
아돌프 테이쿠는 반준 출신으로 카메룬의 아스널 야운데에서 선수 생활을 시작했다. 2009년 겨울 이적시장에서 그는 FC 메탈루르흐 자포리자로 이적하였다.
2015년 2월, 테이쿠는 FC 테렉 그로즈니로 임대 이적했다.

## 국가대표팀 경력
아돌프 테이쿠는 카메룬 U-20 국가대표로 활약했다. 2009년에는 2009년 FIFA U-20 월드컵에 출전하여 3경기를 뛰었다. 테이쿠는 2016년 3월 남아프리카 공화국을 상대로 카메룬 축구 국가대표팀에 데뷔했다. 2017년에는 카메룬과 함께 아프리카 네이션스컵에서 우승하기도 했다.